# ビジェイ・マリヤ

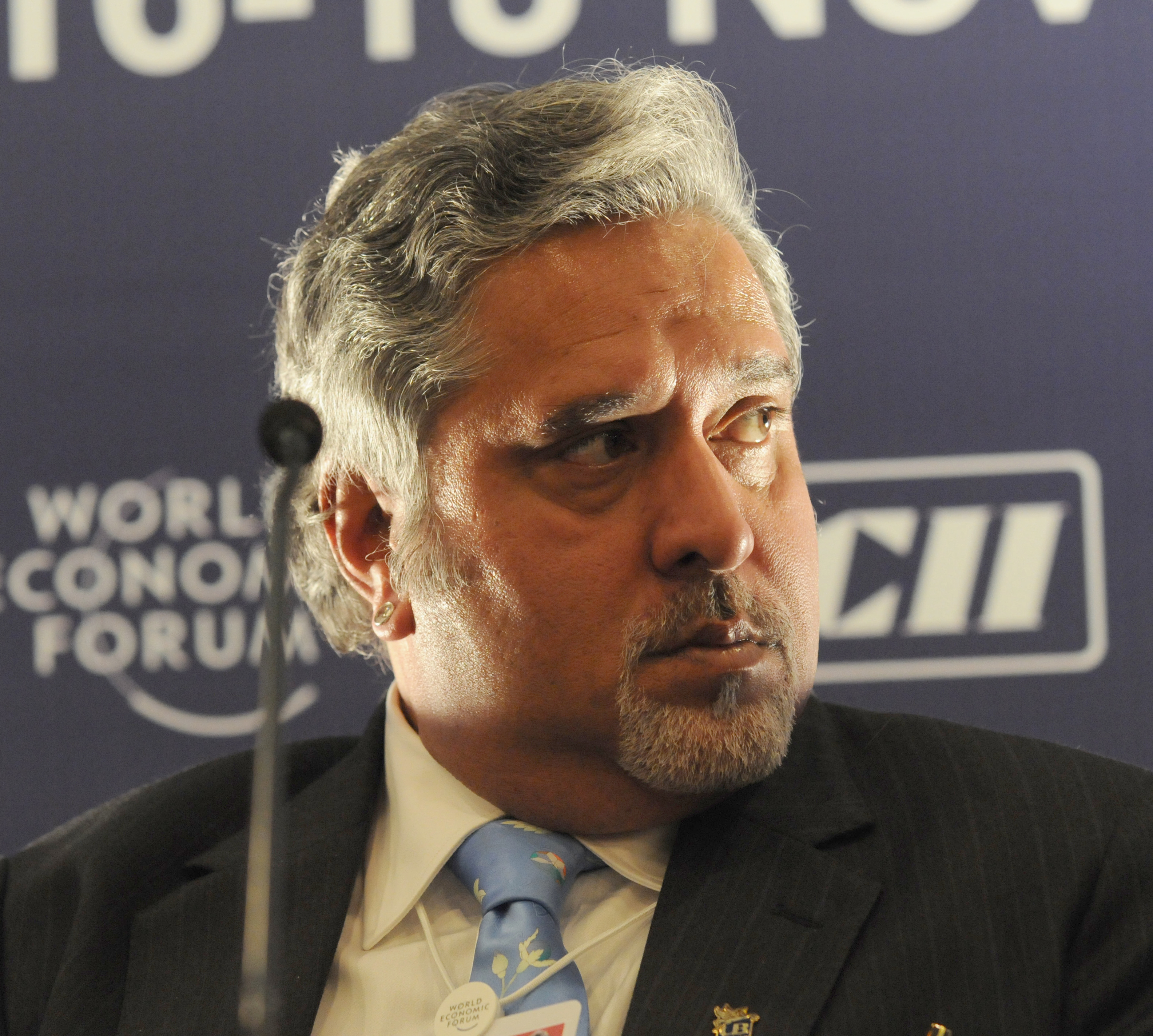
ビジェイ・マリヤ （2008年）

ビジェイ・マリヤ （英語：Dr. Vijay Mallya、コンカニ語：vîjãï måällîà / ವಿಜಯ ಮಲ್ಯ, 1955年12月18日 - ）はインドの実業家でありラージヤ・サバーの議員である。
ユナイテッド・ブリュワリーズ・グループの会長でキングフィッシャー航空の創業者である。また、F1チームであるフォース・インディアチームの共同チームオーナー。父親は、インドの実業家ヴィタッル・マリヤ（Vittal Mallya）。
2007年にビジェイ・マリヤは15億ドルの財産があるとして世界の富裕者ランキングで664位と格付けされ、2008年は1.2億ドルの財産があるとして世界の富裕者ランキングで962位と格付けされた。
事業で多額の負債を抱え、詐欺や資金洗浄の疑いで手配され、現在インドを離れてイギリスで暮らしている。

## 経営
1983年にユナイテッド・ブリュワリーズ・グループの会長となり、それ以来、同グループは1998年から1999年で売上が439％増加し、約12億ドルとなり、また60社以上の多国籍複合企業を所有している。同グループの事業はアルコール飲料、生命科学、工学、農業、化学物質、情報技術、航空、レジャーなど多岐に及ぶ。
2007年5月に、ユナイテッド・ブリュワリーズ・グループは5億9500万ポンドでスコッチ・ウイスキーメーカー、ホワイト＆マッケイ社（Whyte & Mackay）を買収すると発表し買収した。

### キングフィッシャー航空
2005年にキングフィッシャー航空を創立。キングフィッシャー航空はユナイテッド・ブリュワリーズ・グループのビールブランドからキングフィッシャーと名付けられた。キングフィッシャー航空はエアバスA380を発注した最初のインドの航空会社である。2012年に経営破綻した。

### エア・デカン
キングフィッシャー航空会社は、エア・デカン株式の46％を所有し資本提携を結んでいる。

### Epic Aircraft社
ビジェイ・マリヤはEpic Aircraft社の株式を個人で所有している。Epic Aircraft社はアメリカの会社で6～7人乗りの私用ジェット機（VLJ）のメーカーである。
2007年9月に、Epic Aircraft社と新しい戦略的パートナーとなった。

## スポーツとの関り

### フォーミュラ1
ニューデリーでのF1計画
インドに二つあるモータースポーツ連盟の会長でもあるマリヤは、インドグランプリとしてF1をインド・ニューデリーで開催したいとの野望の実現に向けて活動を起こしFOA／FOMのCEOバーニー・エクレストン、ニューデリー州首相のシーラー・ディークシトなどにも働きかけた結果、インドグランプリは2010年から開催される見通しとなった
。
フォース・インディア
マリヤとオランダのミッシェル・モル、ジャン・モルの一族が約8800万ユーロでスパイカーF1チームを買収した。同チームは2008年からフォース・インディアに改名し2008年のF1世界選手権から参戦。前述の指名手配の関係でチーム代表の座には残っているものの、イギリスGP以外のレースには同行できない状況となった。また、それが原因となり、晩年のチームの資金難や消滅の危機を招いてしまった。そのため、2018年にチーム側が存続のため、マリヤのチームの運営権を消滅させるべく、破産申請という形でマリヤをチーム代表から解任。チーム自体は2017年よりF1参戦しているランス・ストロールの父親で資産家のローレンス・ストロールが率いるコンソーシアムのもとで再スタートすることとなった。

### その他
- クイーンズ・パーク・レンジャーズのバーニー・エクレストン、フラビオ・ブリアトーレ、ラクシュミー・ミッタルとの共同オーナーであり、カルカッタに二つのサッカークラブとインディアン・プレミアリーグのクリケットチームを所有している[6]。
- 2011年インドGP開催時の記者会見にて「30年以上前にエンサインのマシンをドライブした」と発言している。現地ではドライバー時代の写真が飾られていた。

## 政界での経歴
マリヤはコルカタのen:La Martiniere Calcuttaとカルカッタ大学を卒業し、ジャナタ党（元々はジャナタ・ダル党が分離した派閥）の党首として2000年に政界に進出。 彼の党はカルナータカ州議会選挙で224席のほぼ全ての選挙区で代表を立て、報道機関にも働きかけたが、1議席も獲得出来なかった。

## 業績
- カルナータカ州の州都バンガロールにマリヤ病院を設立。
- Mallya Aditi 国際学校をバンガロールに建設する資金を集める手助けをした。

## 私生活

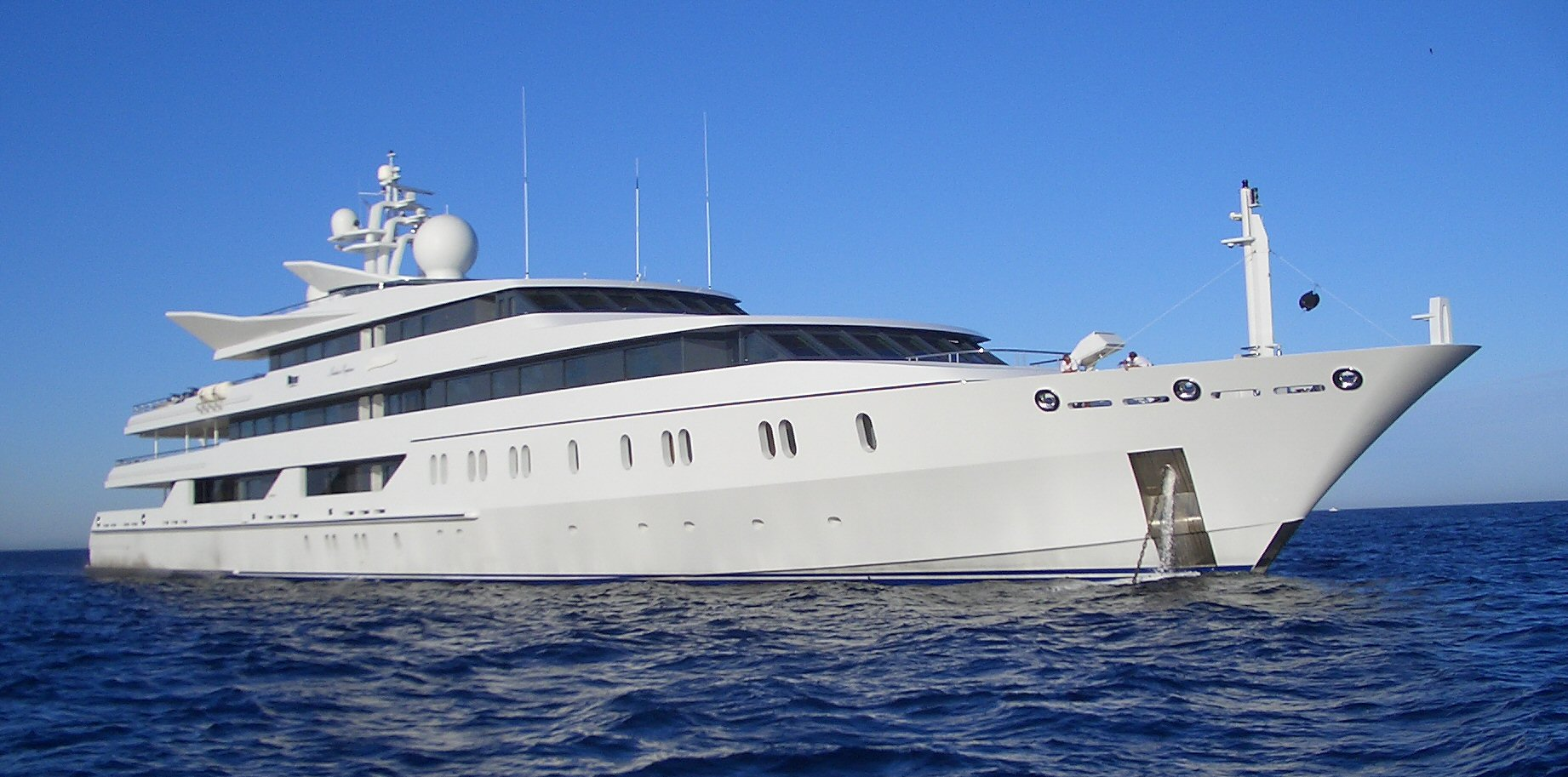
インディアン・エンプレス

マリヤは、結婚していて3人の子供がいる。 カリフォルニア州サウサリートに家を持ち、メルセデス・ベンツのマイバッハを所有している。また、「インディアン・エンプレス」というヨットを所有している。
2004年にロンドンのオークションでマイソール王国の君主であったティプー・スルターンの剣を17万5000ポンドで競売でせり落とし、2009年にはインドにおいてオークションにかけられることに物議があったマハトマ・ガンディーの所有物をニューヨークのオークションで180万USドルで競り落としている。